# Alulacroides
Alulacroides is een geslacht van rechtvleugeligen uit de familie veldsprinkhanen (Acrididae). De wetenschappelijke naam van dit geslacht is voor het eerst geldig gepubliceerd in 2010 door Zheng, Dong & Xu.

## Soorten
Het geslacht Alulacroides  is monotypisch en omvat slechts de volgende soort:
- Alulacroides micronacrolius (Zheng, Dong & Xu, 2010)